# Yamaha WR 250R
Yamaha WR 250R – japoński motocykl typu enduro produkowany przez Yamaha Motor Company. 

## Dane techniczne / osiągi
- Silnik: Singiel
- Pojemność silnika: 250 cm³
- Moc maksymalna: 30,7 KM/10000 obr./min
- Maksymalny moment obrotowy: 23,7 Nm/8000 obr./min
- Prędkość maksymalna: 130 km/h
- Przyspieszenie 0-100 km/h: 7,2s